# 生化危機6
《生化危機6》是由卡普空于2012年出品的電子遊戲，支援遊戲平台為PlayStation 3、PlayStation 4、Xbox 360、Xbox One、任天堂Switch和Windows。PlayStation 3和Xbox 360日本版於2012年10月4日發售，美國版於2012年10月2日發售。Windows版於2013年3月22日發售。PlayStation 4和Xbox One全球版於2016年3月29日發售。任天堂Switch版于2019年内发售。

## 系統
遊戲系統大致沿用4代和5代，金錢制度變更為「技能點數」（Skill point），貯至一定數量時可以解鎖技能以強化武裝或角色能力。戰鬥引進了邊走邊射擊設定和快速射擊，可不必手動瞄準而自動朝向敵人開一槍。
本作的新敵人為吉瓦弗（J'avo，塞爾維亞語「惡魔」之意），由注射了C病毒（C-Virus）的人類突變而成。具有智慧且極具攻擊性，能使用武器和載具，傷口能按當時情況做出相應的強化突變，更可能會化為繭狀體，在突變成完全脫離人形的怪物後破繭而出。
本作共有四條主線劇情，分別為里昂·史考特·甘乃迪、克里斯·雷德菲爾、杰克·謬拉及艾達·王的劇情，期間主線角色交錯相遇。

## 劇情
2012年12月24日，東歐國家伊多尼亞共和國（Edonia）僱傭兵傑克·米勒（亞伯·威斯卡之子）於一場生化恐怖襲擊中從國內逃出，說服他出逃的是DSO（Division of Security Operations）特工雪莉·柏金，其任務是確保傑克安全逃出，讓當局能以他的血液研製對抗新型生化病毒C病毒的疫苗。同時生化恐怖主義安全評估聯盟（Bioterrorism Security Assessment Alliance，簡稱BSAA）北美分部的阿法隊隊長克里斯·瑞菲爾德和副隊長皮爾斯·尼凡斯以及他們的隊伍（包括新隊員芬·麥考雷等人）正在當地迎戰被注射了C病毒的反叛軍（當局稱牠們為「吉瓦弗」（J'avo）），不久他們遭一名自稱艾達·王的Neo Umbrella特工偷襲，除克里斯和皮爾斯外所有隊員均被注射了C病毒而變成生化武器，事件使克里斯陷入消沉並患上創傷失憶症。BSAA接載雪莉和傑克離開伊多尼亞時被生化武器「捕縛者」（Ustanak）襲擊，二人掉進雪山中並被艾達俘獲帶至中國蘭祥（Lanshiang）。
2013年6月29日，美國總統亞當·本福德（Adam Benford）決定公開1998年浣熊市事件以及美國聯邦政府與保護傘公司的交易，認為此舉有助抑制死灰復燃的生化恐怖活動。擔任總統保鑣的是美國特勤局高級特工里昂·史考特·甘乃迪（浣熊市事件倖存者之一）以及海蓮娜·哈柏。總統準備發表演說的大學遭生化恐怖襲擊，里昂被迫射殺受感染變成殭屍的總統，特勤局也警告病毒於高橡樹市（Tall Oaks）迅速蔓延且沒有減慢跡象。海蓮娜表示自己須為慘劇負責，繼以帶領里昂前往高橡樹大教堂讓他了解真相。最後海蓮娜告訴里昂真相：國家安全顧問德瑞克·C·西蒙（Derek C Simmons）以其妹妹黛博拉·哈柏為人質逼使她協助刺殺總統，西蒙亦與新·保護傘（Neo Umbrella）有所聯繫。高橡樹市於二人逃出大教堂不久即被核彈摧毀以消滅證據，里昂和海蓮娜決定偽造死訊前往蘭祥追捕西蒙。同時雪莉和傑克在被囚禁六個月後成功逃離監護設施。而BSAA的克里斯也在隊員皮爾斯說服後歸隊，艾達也因為了揭發西蒙的真面目而加入此事件。因此，七位主角們最嚴苛的冒險就此展開。

## 登場角色
- 里昂·史考特·甘乃迪（Leon Scott Kennedy）

配音：英語：馬修·默瑟（Matthew Mercer）/ 日語：森川智之
本作主角之一，36歲。“浣熊市事件”生还者之一，能力得到美国政府的认可，成为了政府特務。在成功完成多次危险任务后，他现在已经成为了备受总统信赖的直属特務。與艾達有種微妙的感情。
- 海倫娜·哈柏（Helena Harper）

配音：英語：蘿拉·貝莉（Laura Bailey）/ 日語：佐古真弓
本作主角之一，24歲。里昂·史考特·甘乃迪的同伴，也是一名美国政府特務，担任总统特勤一职，她有極強的道德感，從不推卸責任。
面對著焦頭爛額的里昂，她落下了淚水的並說出了「這一切都是我造成的」對白，所以這也導致她時不時會被自己的情緒所左右。是黛博拉·哈柏（Deborah Harper）的姐姐。
- 克里斯·雷德菲爾（Chris Redfield）

配音：英語：羅傑·克雷格·史密斯（Roger Craig Smith）/ 日語：東地宏樹
本作主角之一，40歲，BSAA的A隊（Alpha Team）隊長。在三年前，与宿命的敌人亞伯·威斯卡对决之后，作为BSAA北美分部队长的克里斯仍然活跃在对抗生化恐怖袭击的第一线。在新保護傘事件爆發半年前，因前往東歐協助BSAA平定當地的變種叛軍時帶領的队伍被卡拉陷害致死而消沉，之後被皮爾斯在一家酒館中尋獲而重返BSAA。
- 皮爾斯·尼凡斯（Piers Nivans）

配音：英語：克里斯多夫·艾默生（Christopher Emerson）/ 日語：阪口周平
本作主角之一，27歲，克里斯·雷德菲爾的戰友和同伴。與克里斯一樣，皮爾斯同属BSAA北美分部A隊並擔任副隊長。作为一名被喻為天才的狙击手，皮爾斯拥有着优秀的动态视力和集中力，而其格斗技巧也在整個支部的頂尖水平之上，「目标一旦锁定就不会漏掉」是他的座右铭，為人责任感強，对周围的洞察极其敏锐。
- 杰克·謬拉/傑克·威斯卡（Jake Muller/Jake Wesker）

配音：英語：特羅伊·貝克（Troy Baker）/ 日語：浪川大輔
本作主角之一，21歲。在战争四起的东欧伊多尼亞共和国，作为一个僱傭兵，从小就是孤儿的傑克为了能保证自己的温饱，毅然选择了这个与死亡为伴的职业。从不相信任何人，他作为雇佣兵的信条是：“能相信的就只有自己的力量和金钱而已。”而此时，突然在他面前出现了一个金发女子——雪莉。「你的存在可以拯救这个世界！」雪莉的话在傑克聽起来简直是荒谬至极。在接受了五千萬的巨額現金並接受雪莉的保护后。他和雪莉卻遭到新保護傘公司所派出的生物兵器捕縛者（Ustanak）的追殺。在逃出礦坑但還是遭到新保護傘組織擄獲的同時，一个骇人听闻的真相却突然向他袭来。他其實是「亞伯·威斯卡」之子，被艾達（卡拉）稱為「威斯卡二世（Wesker Jr.）」。
- 雪莉·柏金（Sherry Birkin）

配音：英語：伊登·里格爾（Eden Riegel）/ 日語：坂本真綾
本作主角之一，傑克·謬拉的同伴。27歲，她是1998年浣熊市惨剧中，G病毒开发者柏金夫妇的女儿，幸运的是，她在里昂和克蕾兒的帮助下终于从犹如地狱般的小镇逃出。她的父亲——威廉·柏金在变成G后在她的体内植入了胚胎，潜在的“G”的威慑让她一直处在美国政府的监控之下。几年之后，作为交换条件她成为了美国特務，不过雪莉也被美国软禁起来。这一晃就是好几年。隐藏在心中的秘密指引着雪莉选择了这个艰难的任务：潜入东欧战乱纷飞的伊多尼亞共和国，保护被政府认为拥有“特殊之血”的男人傑克。眼前的傑克就像是曾经的自己。对于从小生活在战乱纷飞地带的傑克来说，雪莉的善良和使命感就像黃金一般珍贵。
- 艾達·王（Ada Wong）

配音：英語：考特尼·泰勒（Courtenay Taylor）/ 日語：皆川純子
本作主角之一，39歲，為了銷毀西蒙斯所掌握的私人資料而被迫參加戰鬥，與里昂有種微妙的感情。在故事一開始時潛入一艘潛艇內搜尋資料，是本作的主要起因和隱藏主角，串連前面三組主角的故事和結局。
- 英格莉·漢妮卡（Ingrid Hunnigan）

配音：英語：莎莉·沙菲歐蒂（Salli Saffioti）/ 日語：杉本優
33歲，曾在4代、惡化、詛咒中登場，常與里昂通訊的人員，本作與4代一様都是負責提供各種情報給里昂。
- 德瑞克·C·西蒙斯（Derek C Simmons）

配音：英語：大衛·洛奇（David Lodge）/ 日語：菅生隆之
本作主要反派，美國首席國家安全顧問，美國總統的左右手和老友，神秘組織「家族」（Family）的領導人。愛上艾達。是這場生化恐怖攻擊的主謀，執著於維持他與他家族所建構的和平秩序，不滿班佛總統要公布「浣熊市事件」的舉動而痛下殺手。
被艾達（卡拉）陷害注入新的C病毒而變成擁有可以改變外貌和攻擊型態的生物兵器，而對艾達（卡拉）和這個世界的強烈意念使得異變後的他仍能控制自己的身軀。最後還是被里昂與海倫娜所擊敗。
- 卡拉·拉達梅斯（Carla Radames）

配音：同艾達·王
本作第二反派，年齡不詳，今次事件的主謀，生化恐怖組織「新保護傘」（Neo-Umbrella）的領導人。愛上了西蒙斯，但實際上西蒙斯一直利用她，並受了他的詭計，因此接受C病毒的基因重組之後產生的外貌酷似艾達·王的複製人，從此憎恨西蒙斯，表面上遵從他的指令，暗中卻計畫要毀滅世界。
因殺害克里斯的下屬芬以及其他隊員使克里斯很想把她殺死，但里昂因把面貌酷似真正的艾達的她視為重要證人而阻止克里斯從中發生對立。在摔下航空母艦時，即將要瀕死的她自我注射加入抗體的新C病毒而成為了擁有無限快速複製細胞擴張能力的生物兵器，但最終還是死在艾達手裡。
此外在傭兵模式下解鎖相應成就後可單獨操控該角色。
- 黛波拉·哈柏（Deborah Harper）

配音：英語：凱特·希金斯（Kate Higgins）/ 日語：東條加那子
20歲，海倫娜的妹妹，被西蒙斯以人質身分抓去教會地下墓穴並注射了C病毒，化成了繭並蛻變成生物武器，最後死在海倫娜手中，更令海倫娜痛恨西蒙斯。
- 芬·馬科雷（Finn Macauley）

配音：英語：尤里·洛文塔爾（Yuri Lowenthal）/ 日語：細谷佳正
22歲，BSAA的新成員，與克里斯、皮爾斯同樣隸屬A隊（Alpha Team），非常尊敬及仰慕克里斯，最後被艾達（卡拉）陷害而蛻變成生物兵器。已變成生物兵器的他由於失去意識而瘋狂的攻擊克里斯，這也是導致克里斯患上創傷失憶症的原因。
- 亞當·班佛（Adam Benford）

配音：英語：麥可·多諾凡（Michael Donovan）/ 日語：佐佐木勝彦
美國現任總統。他是愛旭莉（Ashley）的父亲葛拉漢（Graham）之后的繼任总统。在前往長春藤大學（Ivy University）並企圖將“浣熊市事件”公布于眾的演講當天發生了一場大規模的生化恐怖襲擊之中不幸變成殭屍，於里昂篇劇情開頭時被里昂射殺。

## 發行
日本版原定2012年11月22日發售，後提早於2012年10月4日發售。美國版由原定2012年11月20日發售提早於2012年10月2日發售。而PC版則由原定2012年11月22日發售，延遲至2013年3月22日發售。

## 外部連結
- 日本版生化危機6官方網站 （页面存档备份，存于）（日語）
- 美國版生化危機6官方網站（英文）